# Archipel-de-Mingans nationalpark
Archipel-de-Mingans nationalpark är en nationalpark i Québec i Kanada. Området, som blev nationalpark 1984, består av ett trettiotal kalkstensöar och över 1 000 småöar av granit. 

## Djurliv[2]
Under häckningssäsongen bor omkring 35 000 par havsfåglar från 12 olika arter, bland annat lunnefågel i området. Bland däggdjuren finns bäver, Nordamerikansk flodutter, bisam, ekorre, snöskohare, rödräv, silverräv, hermelin, olika arter av fladdermöss och ett antal smågnagare.

## Geografi
De större öarna i nationalparken är, i ordning från väster till öster:
- Île aux Perroquets
- Île Nue de Mingan
- Île à Bouleaux de Terre
- Île à Bouleaux du Large
- La Grande Île
- Île Quarry
- Île Niapiskau
- Île du Havre
- Île Saint-Charles
- Île à la Chasse
- Île Sainte-Geneviève